# R. (álbum)
R. es el tercer álbum de estudio y el primer álbum doble del cantante de R&B estadounidense R. Kelly. Fue publicado en los Estados Unidos el 10 de noviembre de 1998. Este álbum fue el primero en el que Kelly aceptó otros productores para producir o coproducir música en su álbum, también fue la primera vez que colaboró con otros artistas. Actualmente, es el álbum más vendido de Kelly, habiendo vendido 8 millones de copias en los EE. UU. según RIAA y 12.4 millones de copias en todo el mundo.
R. debutó número 1 en las listas de álbumes R&B, y fue número 2 en Billboard 200, con 216,000 copias vendidas la primera semana. El álbum fue promocionado el sencillo "I'm Your Angel", un dueto con Céline Dion, e incluyó la aclamada "I Believe I Can Fly", que fue lanzada dos años antes para la banda sonora de la película Space Jam. También aparece la canción "Gotham City", que forma parte de la banda sonora de la película de Batman y Robin.
La portada del álbum utiliza la misma imagen de R. Kelly en su álbum 12 Play, pero en forma de silueta.

## Recepción

### Recepción crítica
El álbum recibió críticas mayormente positivas. Thomas Erlewine de Allmusic mencionó que "es una oferta admirable y es uno de los mejores álbumes de Kelly pese a tener algunos fallos. En los 100 mejores álbumes de 1998 de Rolling Stone, R. está en el número 4.

### Premios Grammy
En 1998, "I Believe I Can Fly" fue nominada a 5 Premios Grammys, incluyendo Mejor Grabación del Año y Mejor Canción del Año, y ganó en las categorías de Mejor Interpretación R&B Masculina, Mejor Canción R&B y Mejor Canción Escrita Para una Película, Televisión u Otro Medio Visual. En 1999 "I'm Your Angel" recibió una nominación en la categoría de Mejor Colaboración Vocal de Pop. En el año 2000, el álbum recibió una nominación a Mejor Álbum R&B, y la canción "When a Woman's Fed Up" recibió una nominación en la gategoría de Mejor Interpretación Masculina de R&B.

## Lista de canciones
Todas las canciones compuestas y producidas por R. Kelly, excepto las mencionadas.

### Disco 1
| N.º | Título                                                            | Escritor(es) | Productor(es)                 | Duración |  |
| 1.  | «Home Alone» (featuring Keith Murray)                             | Robert Kelly, Kelly Price, Keith Murray, G. Archie | G-One                         | 5:00     |  |
| 2.  | «Spendin' Money»                                                  | Kelly, Ron Lawrence, Sean Combs, Steven Jordan, Price, D. Romani, T. Willoughby                                                                       | Sean Combs, Amen-Ra, Stevie J | 4:54     |  |
| 3.  | «If I'm With You»                                                 | | Trackmasters                  | 4:32     |  |
| 4.  | «Half on a Baby»                                                  | | R. Kelly                      | 4:56     |  |
| 5.  | «When a Woman's Fed Up»                                           | |                               | 4:34     |  |
| 6.  | «Get Up on a Room»                                                | |                               | 4:11     |  |
| 7.  | «One Man»                                                         | |                               | 4:57     |  |
| 8.  | «We Ride» (featuring Cam'Ron, Noreaga, Vegas Cats, and Jay-Z)     | Kelly, Cameron Giles, Victor Santiago, Shawn Carter, Vegas Cats, S. Barnes, J.C. Oliver, M.C. Rooney, Calvin Broadus, Andre Young, H. Casey, R. Finch | Trackmasters                  | 4:50     |  |
| 9.  | «The Opera»                                                       | |                               | 1:24     |  |
| 10. | «The Interview»                                                   | |                               | 1:33     |  |
| 11. | «Only the Loot Can Make Me Happy» (featuring Tone of Poke & Tone) | | Trackmasters                  | 5:00     |  |
| 12. | «Don't Put Me Out»                                                | |                               | 5:22     |  |
| 13. | «Suicide»                                                         | |                               | 5:20     |  |
| 14. | «Etcétera»                                                        | |                               | 4:12     |  |
| 15. | «If I Could Turn Back the Hands of Time»                          | |                               | 6:19     |  |
| 16. | «What I Feel/Issues»                                              | |                               | 4:45     |  |
| 17. | «I Believe I Can Fly» (International Release)                     | |                               | 4:43     |  |

### Disco 2
| N.º | Título                                                                                          | Escritor(es)                                   | Productor(es)            | Duración |  |
| 1.  | «The Chase»                                                                                     |                                                |                          | 2:46     |  |
| 2.  | «V.I.P.»                                                                                        | Kelly, Dalvin DeGrate, DeVante Swing           | DeVante Swing & R. Kelly | 4:17     |  |
| 3.  | «Did You Ever Think]» (featuring Puff Daddy)                                                    | Kelly, Curtis Mayfield, J.C. Oliver, S. Barnes | Trackmasters             | 4:25     |  |
| 4.  | «Dollar Bill» (featuring Foxy Brown)                                                            |                                                | Trackmasters             | 4:23     |  |
| 5.  | «Reality»                                                                                       |                                                |                          | 4:44     |  |
| 6.  | «2nd Kelly»                                                                                     |                                                |                          | 5:03     |  |
| 7.  | «Ghetto Queen» (featuring Crucial Conflict)                                                     |                                                |                          | 4:20     |  |
| 8.  | «Down Low Double Life»                                                                          |                                                |                          | 5:00     |  |
| 9.  | «Looking for Love»                                                                              |                                                |                          | 4:37     |  |
| 10. | «Dancing With a Rich Man»                                                                       |                                                |                          | 3:30     |  |
| 11. | «I'm Your Angel» (Duet with Céline Dion)                                                        |                                                |                          | 5:32     |  |
| 12. | «Money Makes the World Go Round» (featuring Nas)                                                | Kelly, Nasir Jones, A. Barnes, J. Malone       | Trackmasters             | 4:10     |  |
| 13. | «I Believe I Can Fly (Lanzamiento en Estados Unidos) / Gotham City (Lanzamiento Internacional)» |                                                |                          |          |  |